# William Knowles
William Standish Knowles (ur. 1 czerwca 1917 w Taunton, Massachusetts, zm. 13 czerwca 2012 w Chesterfield, Missouri) – amerykański chemik, laureat Nagrody Nobla w dziedzinie chemii 2001.

## Życiorys
W 1942 obronił doktorat na Uniwersytecie Columbia. Przez kilkadziesiąt lat pracował w koncernie Monsanto w St. Louis (Missouri), przeszedł na emeryturę w 1986. 
W 2001 został uhonorowany Nagrodą Nobla za badania nad syntezą asymetryczną. Jako pierwszy zastosował związek optycznie czynny w roli katalizatora (1968), co doprowadziło do opracowania leku L-Dopa (dopamina), stosowanego w terapii choroby Parkinsona. Wraz z Knowlesem Nagrodą Nobla wyróżniono dwóch młodszych badaczy, którzy kontynuowali jego prace – Ryōjiego Noyoriego i Barry'ego Sharplessa; Noyori i Knowles otrzymali wspólnie połowę nagrody, drugą połowę przyznano Sharplessowi.